# Région de la Nawa
| Départements         | Sous-préfectures | Communes     |
| -------------------- | ---------------- | ------------ |
| Buyo                 | Buyo             | Buyo         |
| Buyo                 | Dapéoua          |              |
| Total Buyo           | 2                | 1            |
| Guéyo                | Guéyo            | Gueyo        |
| Guéyo                | Dabouyo          |              |
| Total Guéyo          | 2                | 1            |
| Méagui               | Méagui           | Méagui       |
| Méagui               | Oupoyo           |              |
| Total Méagui         | 2                | 1            |
| Soubré               | Soubré           | Soubré       |
| Soubré               | Grand-Zattry     | Grand-Zattry |
| Soubré               | Liliyo           | Mayo         |
| Soubré               | Okrouyo          |              |
| Total Soubré         | 4                | 3            |
| Total Général Région | 10               | 6            |

La région de la Nawa est une région située au sud-ouest de la Côte d'Ivoire, dans le district du Bas-Sassandra, est une circonscription administrative et une collectivité territoriale ayant pour chef-lieu, la ville de Soubré. En 2021, sa population est de 1 165 472 habitants.
Cette circonscription, née de la scission de l’ancienne région du Bas-Sassandra, regroupe les départements de Buyo, Guéyo, Méagui et Soubré. Elle est administrée d'une part, par un préfet, Alliali Kouadio, et d'autre part, gérée par un Conseil régional.

## Géographie
Adossée au parc national de Taï, réserve de biosphère et patrimoine de l’humanité, la région de la Nawa est une zone forestière à la végétation diversifiée, habitée par une abondante faune dont des buffles et quelques éléphants. Elle est traversée par le fleuve Sassandra avec les chutes de la Nawa et leurs cascades.

## Démographie
La région couvre 9 193 km² et est peuplée par 1 165 472 habitants (RGPH 2021). Les Krous en constituent la population originelle. Ils se répartissent entre les Bétés, les Bakwé et les Kouzié. L'on distingue également la tribu Nigagba, du canton Bakoué, composée des villages de Gnamagui, Kopéréagui, Kpéhiri et Galéa.
Hormis les populations autochtones, la région de la Nawa accueille de nombreux ivoiriens issus de toutes les régions du pays et des ressortissants provenant de l’ensemble de la CEDEAO.

## Découpage administratif
La région de la Nawa regroupe 4 départements, 10 sous-préfectures et 6 communes.

## Politique
Lors de l'élection régionale de avril 2013, Alain-Richard Donwahi du Rassemblement des houphouëtistes pour la démocratie et la paix (RHDP) est l'unique candidat en lice. À l'élection régionale d'octobre 2018, Donwhahi est soutenu par le RHDP et par le Parti démocratique de Côte d'Ivoire – Rassemblement démocratique africain (PDCI). Il l'emporte avec 62,6 % des voix devant René Netro, candidat indépendant. Lors de l'élection régionale de septembre 2023, Donwahi, soutenu par le RHDP mais plus par le PDCI est battu par René Netro, candidat de l'alliance entre le PDCI et le Parti des peuples africains – Côte d'Ivoire (PPA-CI) qui obtient 50,4 % des voix,,.

## Économie
L’agriculture et la pêche sont les principales activités des populations de la région de la Nawa. Avec 272 665 tonnes de cacao (soit 19,23 % de la production nationale) produits lors de la campagne 2012-2013, la région de la Nawa est la première productrice de cacao en Côte d’Ivoire. Hormis le cacao, la région produit également le café et l’hévéa. La région de la Nawa développe aussi une activité touristique en particulier autour des chutes de la Nawa sur le fleuve Sassandra. Le peuple Bakoué manifeste une attention particulière à ce site qui s'avère pour certains, un lieu de pèlerinage et de retraite spirituelle et pour d’autres, un endroit de loisir et de divertissement.

## Sites touristiques
- Les chutes de la Nawa
- Le Parc national de Taï
- Le lac artificiel de Buyo

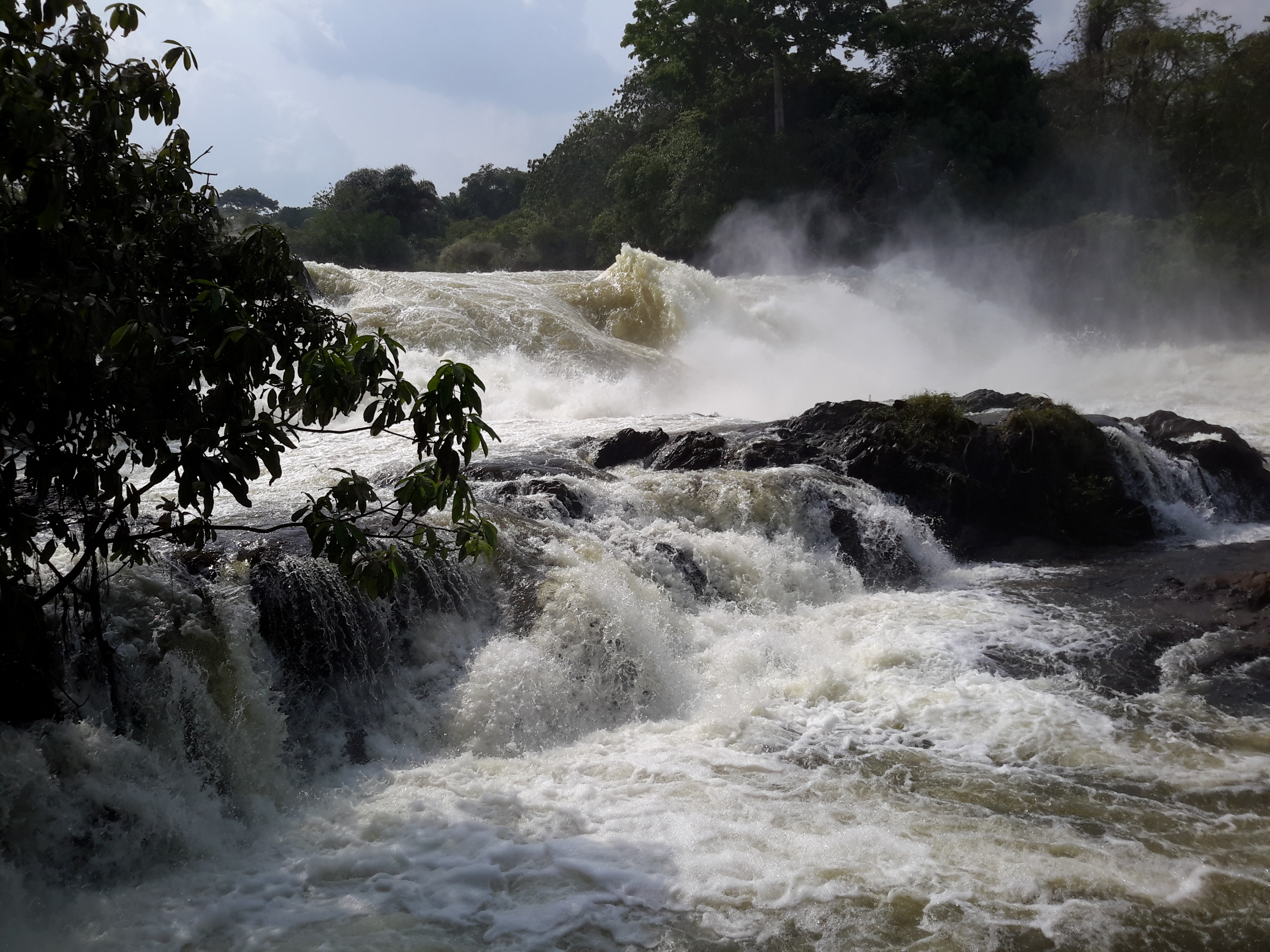
Chutes de la Nawa

- Les singes de la forêt sacrée de Grébouho II dans la sous-préfecture d’Okrouyo
- Les Rapides Grah dans le Bakwé à Méagui
- Les Monts Trokoï d'Okrouyo
- Les barrages de Buyo et de Soubré (actuellement en construction)